# 9573 Matsumotomas
9573 Matsumotomas è un asteroide della fascia principale. Scoperto nel 1988, presenta un'orbita caratterizzata da un semiasse maggiore pari a 2,9181193 UA e da un'eccentricità di 0,0893780, inclinata di 2,53374° rispetto all'eclittica.